# Плавунець круглодзьобий
Плавуне́ць круглодзьо́бий (Phalaropus lobatus) — невеликий прибережний птах ряду Сивкоподібних, поширений на гніздуванні в арктичних районах Євразії та Північної Америки. Під час гніздування висиджує яйця та піклується про молодих птахів виключно самець. Перелітний птах, який мігрує переважно океанічними маршрутами, що малохарактерно для більшості куликів. В Україні рідкісний мігруючий птах на всій території.

## Опис

### Морфологічні ознаки

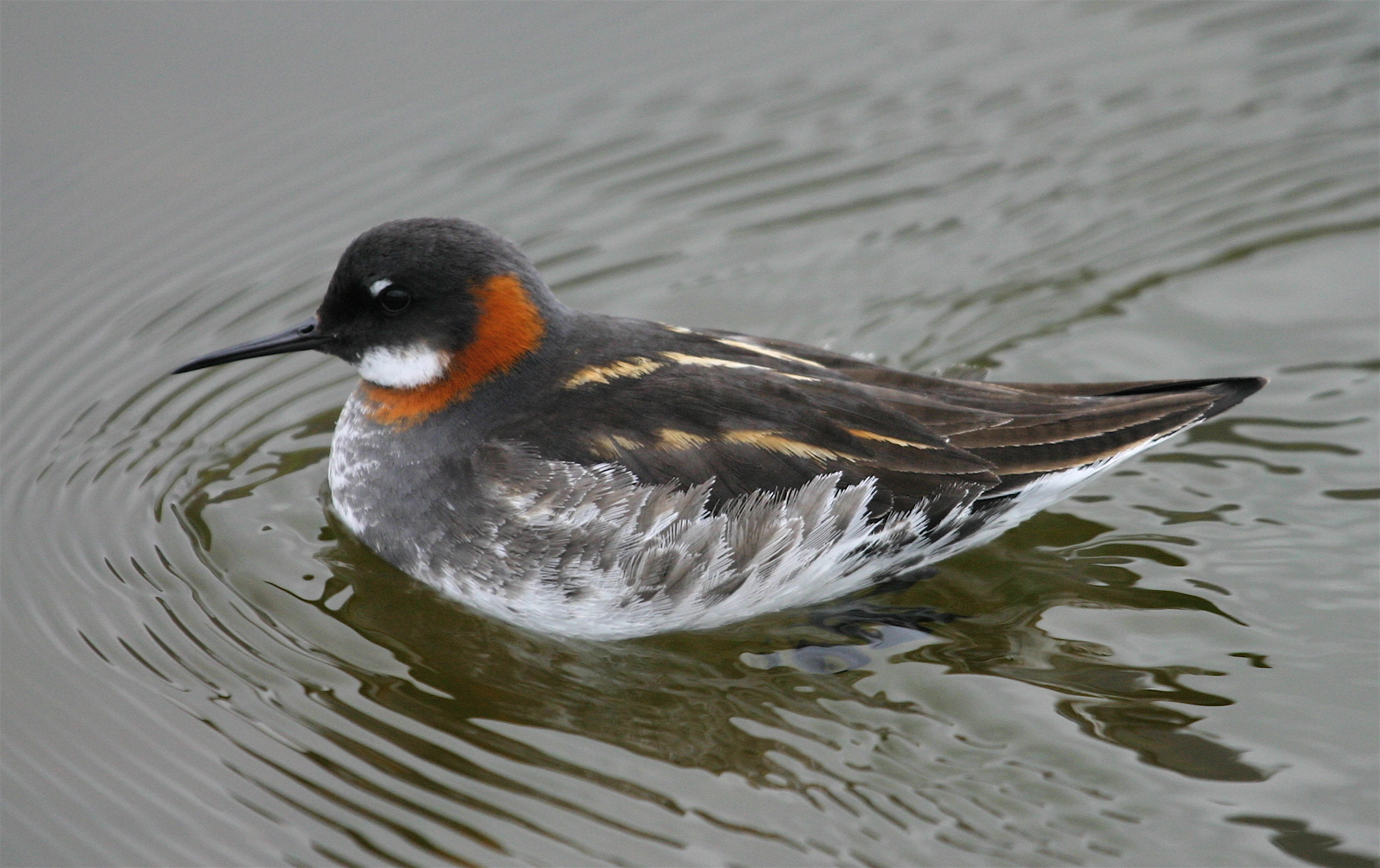
Самка у шлюбному вбранні на воді

Невеликий кулик з відносно короткими ногами, цівка яких сплющена, а пальці, включаючи задній, мають шкіряні плавальні лопаті. Маса тіла 34-45 г, довжина тіла 18-19 см, розмах крил 31-34 см. Самки більші і яскравіше забарвлені, ніж самці. У дорослої самки в шлюбному вбранні голова темно-сіра; від очей, через боки шиї, до вола проходить руда смуга; горло і нижня частина щік білі; спина і покривні пера крил сірувато-чорні, з рудуватими смугами; надхвістя темно-сіре, по краях біле; воло темно-сіре; решта низу білувата, з темно-сірими плямами на боках тулуба; зверху на крилі вздовж основи другорядних махових пер проходить біла смуга, яку видно в польоті; махові пера темно-сірі; стернові пера темно-сірі, центральні — темніші; дзьоб чорний; ноги темно-сірі; у позашлюбному оперенні голова і шия білі, з темно-сірою плямою на тім'ї і потилиці та темними смугами за очима; спина сіра, з білими поздовжніми смугами; низ білий. Дорослий самець у шлюбному вбранні схожий на шлюбну дорослу самку, але смуги на боках шиї рудуваті; у позашлюбному оперенні такий, як позашлюбна доросла самка. Молодий птах зверху темно-бурий, з вохристими смугами; тім'я, потилиця, задня частина шиї, смуги біля очей чорні; лоб, вуздечка, горло і щоки білі; воло по боках сіре; решта низу біла. Дорослий птах у позашлюбному вбранні від дорослого плоскодзьобого плавунця відрізняється тоншим дзьобом, білими поздовжніми смугами на спині, світлішою плямою на тім'ї і потилиці, а у шлюбному — білим горлом і білим низом з темно-сірими плямами по боках тулуба; молодий від молодого плоскодзьобого плавунця — контрастнішими темними плямами на голові та виразними поздовжніми вохристими смугами на спині і плечах.

### Звуки
Поклик — пискливе «кіть»; шлюбний крик — трель, яка складається з серії покликів.

## Поширення
Євразія від Скандинавії на схід до Чукотського півострова, узбережжя Анадирської затоки і Камчатки. На північ до арктичного узбережжя. На південь в Скандинавії до 62-ї паралелі, у Фінляндії до 64-ї паралелі, до затоки Матсалу і острова Сааремаа, району Вологди, на узбережжі Білого моря і в долині Обі до 65-ї паралелі, в долині Єнісею до 64-ї паралелі, до північного узбережжя Охотського моря, південного краю Камчатки. Острови: Гренландія, Ісландія, Фарерські, Оркнейські, Шетландські, Гебридські, Шпіцберген, Оленій, Карагінський, Командорські, Врангеля, Сахалін.
Північна Америка від Аляски на схід до Лабрадору. На північ до арктичного узбережжя. На південь до північно-західної частини Британської Колумбії, південної частини Юкону, Маккензі, північного Саскачевану, північної Манітоби, північного Онтаріо, затоки Джеймс, Північного Квебеку. Острови: Алеутські, південна частина Вікторії, Саутгемптон, південна частина Баффінової Землі.
Зимує по узбережжю Середземного моря. На Азорських островах, біля південних берегів Ірану, Аравійського півострова, Індії, на південь до Нової Гвінеї. В Америці зимує в морі південніше Каліфорнії до узбережжя Чилі.
В Україні круглодзьобий плавунець є нечисленним осіннім і в більшості районів дуже рідкісним весняним перелітним птахом. У найбільшій кількості буває під час перельотів на морському узбережжі.

## Чисельність
Чисельність в Європі оцінена в 85—220 тис. пар. Світову популяцію оцінюють у 3,6-4,5 млн особин. Чисельність виду скорочується.

## Річний цикл

### Міграція

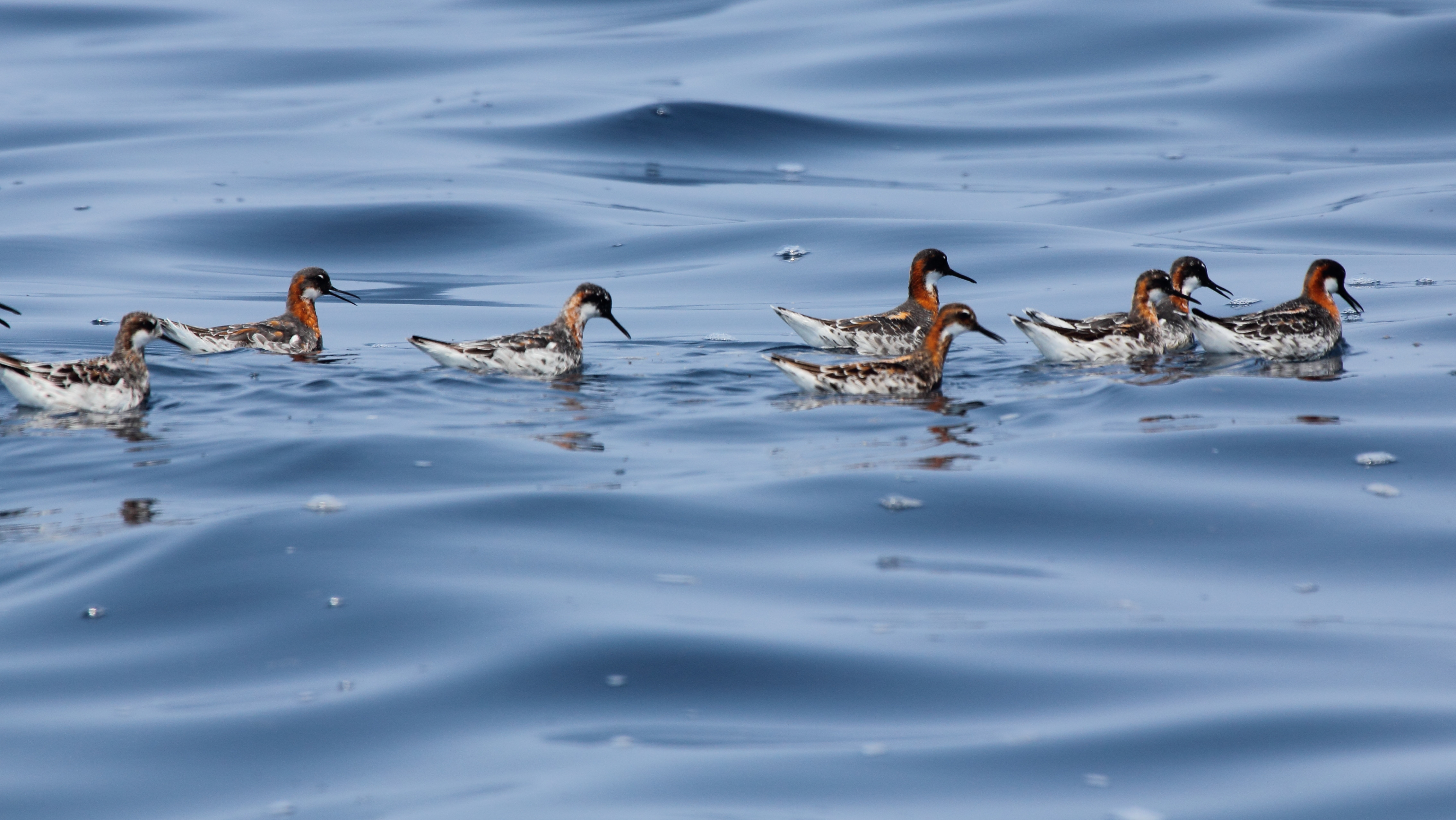
Зграйка під час міграції, 27 квітня, Гватемала

Весняний переліт круглодзьобого плавунця в Україні починається у квітні і триває до кінця травня. Летять весною ці кулики майже завжди невеликими щільними зграйками. Самки з'являються приблизно на тиждень раніше за самців. Осінній переліт починається в Україні ще в липні. Під час осіннього перельоту плавунці тримаються, зазвичай, зграйками, зупиняються на затоках річок, на солоних озерцях і лиманах морського узбережжя, у відкритому морі.

### Гніздування

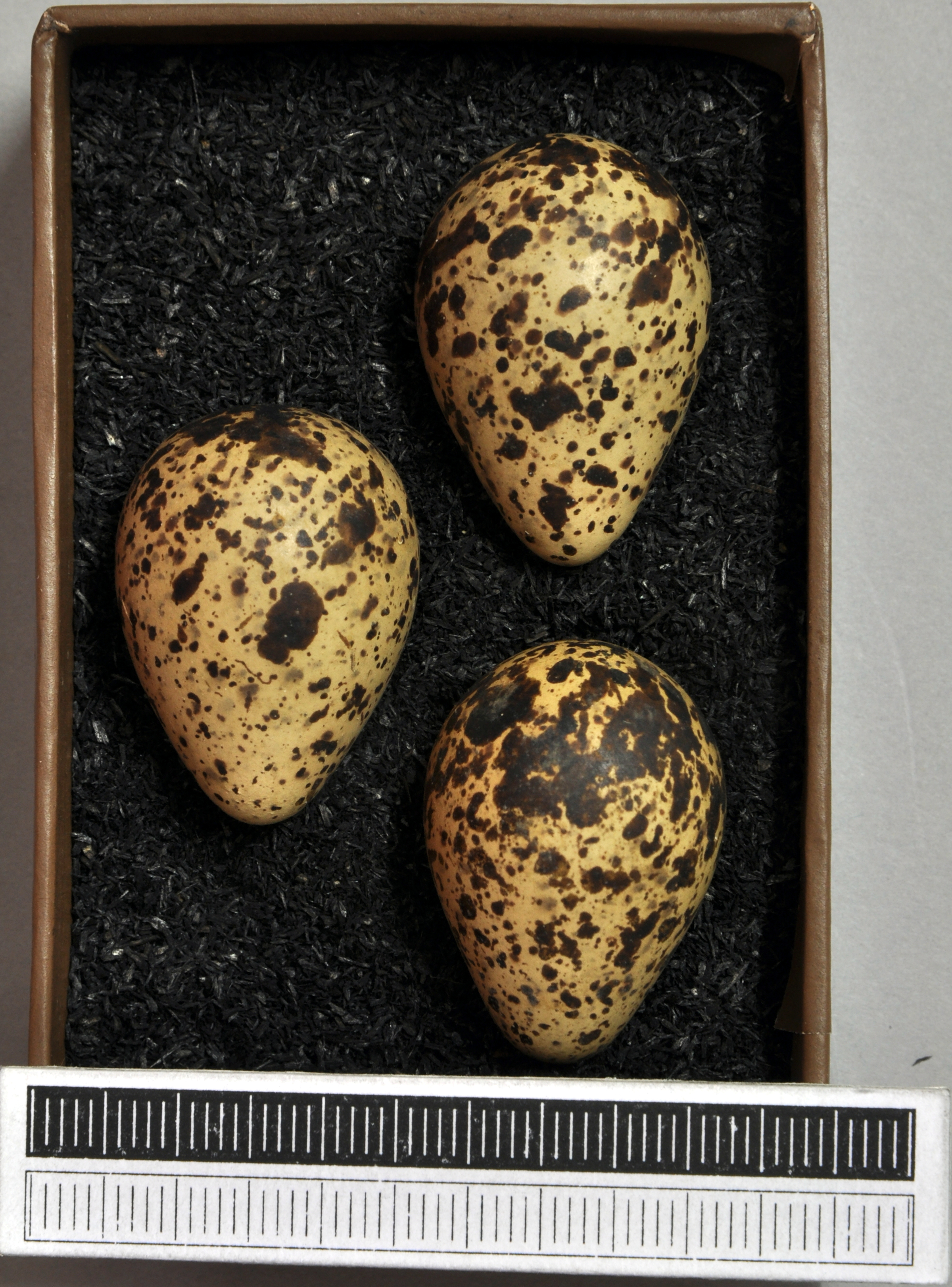
Яйця в оологічній колекції

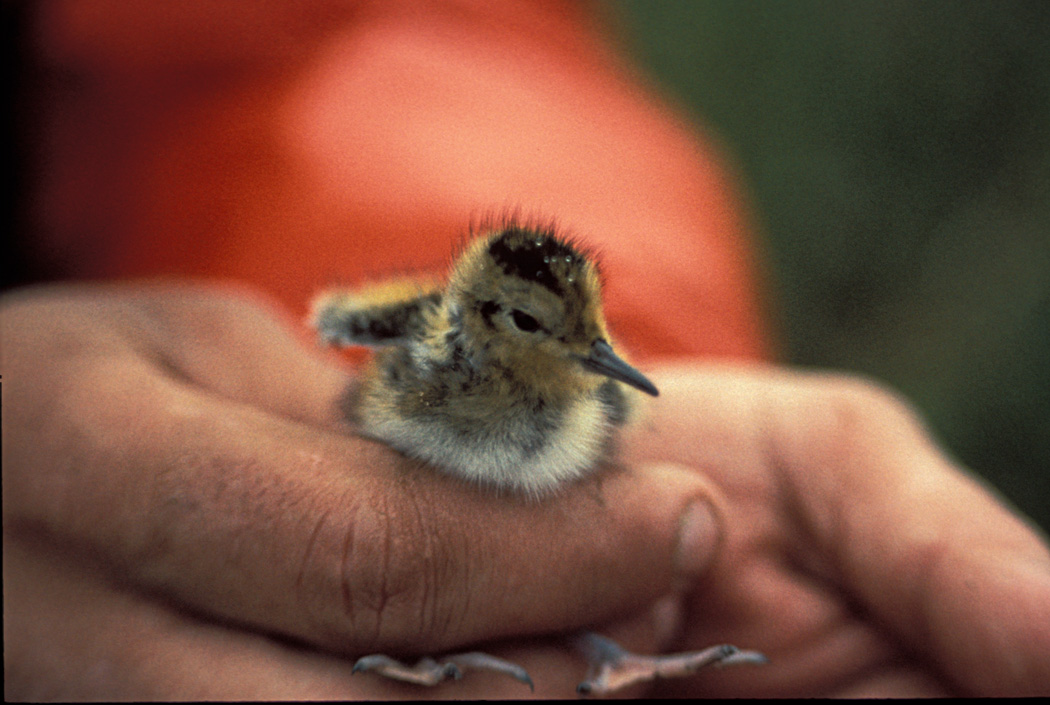
Пухове пташеня

Гніздиться в тундрі і лісотундрі по берегам озер і на заболочених ділянках. Як і у всіх інших видів плавунчиків, типові ролі самки і самця в статевій поведінці інвертовані. Самки приваблюють самців, конкурують за територію і агресивно захищають гніздо. Відклавши яйця, вони мігрують на південь, залишаючи самців висиджувати пташенят і піклуватися за молодняком. На місця гніздування прилітають у кінці травня — на початку червня. Відразу після прильоту починається утворення пар. Гнізда влаштовують завжди у вологих місцях, близько біля води, серед осоки, пухівки або іншої рослинності. На верхівці купинки плавунець витоптує заглиблення і приминає траву, яка служить вистилкою, або вистилає його сухими травинками. У повній кладці чотири оливкових з темними плямами яйця. Розміри яєць 27–34 х 18–23 мм. Повні кладки зустрічаються починаючи з першої половини червня. Насиджує самець, проте самка тримається біля гнізда і, ймовірно, іноді теж сідає на кладку яєць. Насиджування триває 20—21 день. Пташенят, що вилупилися, самець веде до води, де вони ховаються серед прибережної рослинності. У віці 25—27 днів пташенята літають і плавають, як дорослі птахи.

### Линяння
Повне линяння у деяких птахів починається в липні, але частина ще в першій половині серпня має повне шлюбне вбрання. Першими линяють махові пера і пера нижньої сторони тіла. У кінці серпня у частини птахів линяння закінчується, але деякі особини линяють до жовтня. Молоді птахи линяють і вкриваються зимовим оперенням у вересні і жовтні. Передшлюбне линяння відбувається на місцях зимівлі.

## Живлення
Плавунці живляться, зазвичай, плаваючи на воді і збираючи корм з поверхні води або з її поверхневих шарів. Вони поїдають водяних жуків, клопів, наземних комах, які потрапили у воду, іноді донні форми личинок комарів-дзвінців і волохокрильців. На морі живляться також бокоплавами, деякими молюсками. Крім тваринної їжі, ймовірно, нерідко їдять нитчасті водорості.